# Luc de Roovere de Roosemersch
Luc de Roovere de Roosemersch, est un haut magistrat, historien, bibliophile, généalogiste et héraldiste belge, né à Bruxelles en 1784 et mort en cette même ville le 18 juin 1842, il reçut sépulture au village de Mollem.

## Biographie

### Famille
Luc Joseph Antoine de Roovere de Roosemersch, baptisé à Bruxelles le 30 novembre 1784 et mort à Bruxelles en son domicile, rue de Ruysbroek, section 7, no 10, le 18 juin 1842, est le fils d'Antoine Emmanuel de Roovere, greffier de la ville de Bruxelles, et de  Marie Anne Charlier.
Le 8 octobre 1816, il épousa Anne Marie Catherine de Ruddere, née à Alost le 13 février 1786 et morte à Bruxelles le 20 mai 1845, demeurant 10, rue de Ruysbroek, fille d'Ignace de Ruddere, seigneur de Te Lokeren, avocat, greffier du pays d'Alost, et de Jeanne Catherine Tack, ainsi que sœur de Mathieu de Ruddere de te Lokeren. Dont :
- Cornélie Christine Colette De Roovere de Roosemersch (1817-1881), demeurant Marché aux Fromages, épousa[4] à Bruxelles le 21 avril 1840, Ferdinand de Meester (1804-1876), fils de François Joseph de Meester, propriétaire, et de Jeanne Françoise De Becker. Dont postérité, et notamment Raymond de Meester de Betzenbroeck ;
- Marie Octavie Alexandrine Colette Deroovere de Roosemersch Zype (1827-1854), domiciliée place du Grand Sablon, épousa[5] à Bruxelles le 9 juillet 1849, le chevalier Égide François Marie Ghislain Pangaert (1823-1903). Dont postérité.

### Carrière
Luc de Roovere commença sa carrière dans la magistrature sous l'Empire. Napoléon le nomma premier auditeur près la cour impériale de Hambourg. Plus tard, durant le royaume uni des Pays-Bas, le roi Guillaume Ier le nomma conseiller à la Cour supérieure de Justice de Bruxelles.
Il fut reçu en 1823, au sein de l'ordre équestre comme noble.

### Le bibliophile et l'héraldiste
Luc de Roovere se fit connaître comme un expert en matière héraldique.
Il se constitua une importante bibliothèque dans ce domaine et acquit de nombreux manuscrits généalogiques, dont beaucoup provenaient de la riche collection du chanoine Auguste-Emmanuel Hellin ainsi que de la bibliothèque de ses oncles, le magistrat Guillaume-Joseph de Roovere et le recteur de l'église Notre-Dame des Victoires au Sablon François-Corneille de Roovere. Cette bibliothèque comprenait notamment le Manuscrit de Roovere, ouvrage généalogique très intéressant pour l'établissement des filiations lignagères bruxelloises, le grand-père de Luc de Roovere ayant été admis aux Lignages de Bruxelles le 13 juin 1779. Une partie de cette bibliothèque est reprise aujourd'hui dans le Fonds Goethals à la KBR.

### Domiciles
Il habitait en 1812, rue Neuve, section 5, no 465.
Il s'établit ensuite au Marché aux Fromages, no 1333 (actuel 15-17), en l'hôtel de Roovere de Roosemersch, maison qui s'appelait jadis « den Eyseren Draeck » (au Dragon de Fer), vaste maison de maître construite en 1709 par Jean-Baptiste van Dievoet (1663-1751), frère du sculpteur Pierre van Dievoet (1661-1729).
Enfin il s'installa vers 1841 rue de Ruysbroek, section 7, no 10, où il mourut en 1842.

## Ses écrits
Luc de Roovere, a laissé plusieurs ouvrages manuscrits et beaucoup de notes historiques.
- Histoire de la cour spéciale de Hambourg.
- Histoire de la cour d'appel, depuis cour supérieure.

## Héraldique
La famille de Roovere portait comme armes : d'azur à trois fers de moulin d'or.